# Église Saint-Pierre-ès-Liens de Biganon
L'église Saint-Pierre-ès-Liens se situe à Biganon, ancienne commune rattachée en 1965 à celle de Moustey, dans le département français des Landes. Elle fait l’objet d’une inscription au titre des monuments historiques depuis le 17 janvier 1997.

## Présentation
L'église Saint-Pierre-ès-Liens, de style roman, a été construite en petit appareil de garluche au XIe siècle, sur un site d'occupation ancienne. Elle se compose d'une nef unique, d'un transept et d'un chevet à trois absides. Le porche occidental est d'époque moderne et fut restauré au XIXe siècle. Un clocher-mur est flanqué sur l'angle nord d'une tour d'escalier circulaire.

Des peintures murales médiévales ont été découvertes dans le chœur en 1982.

A proximité de l'église se trouve la fontaine guérisseuse Sainte Ruffine, réputée soigner les croûtes de lait, également classée aux Monuments Historiques le 17 janvier 1997.

## Galerie

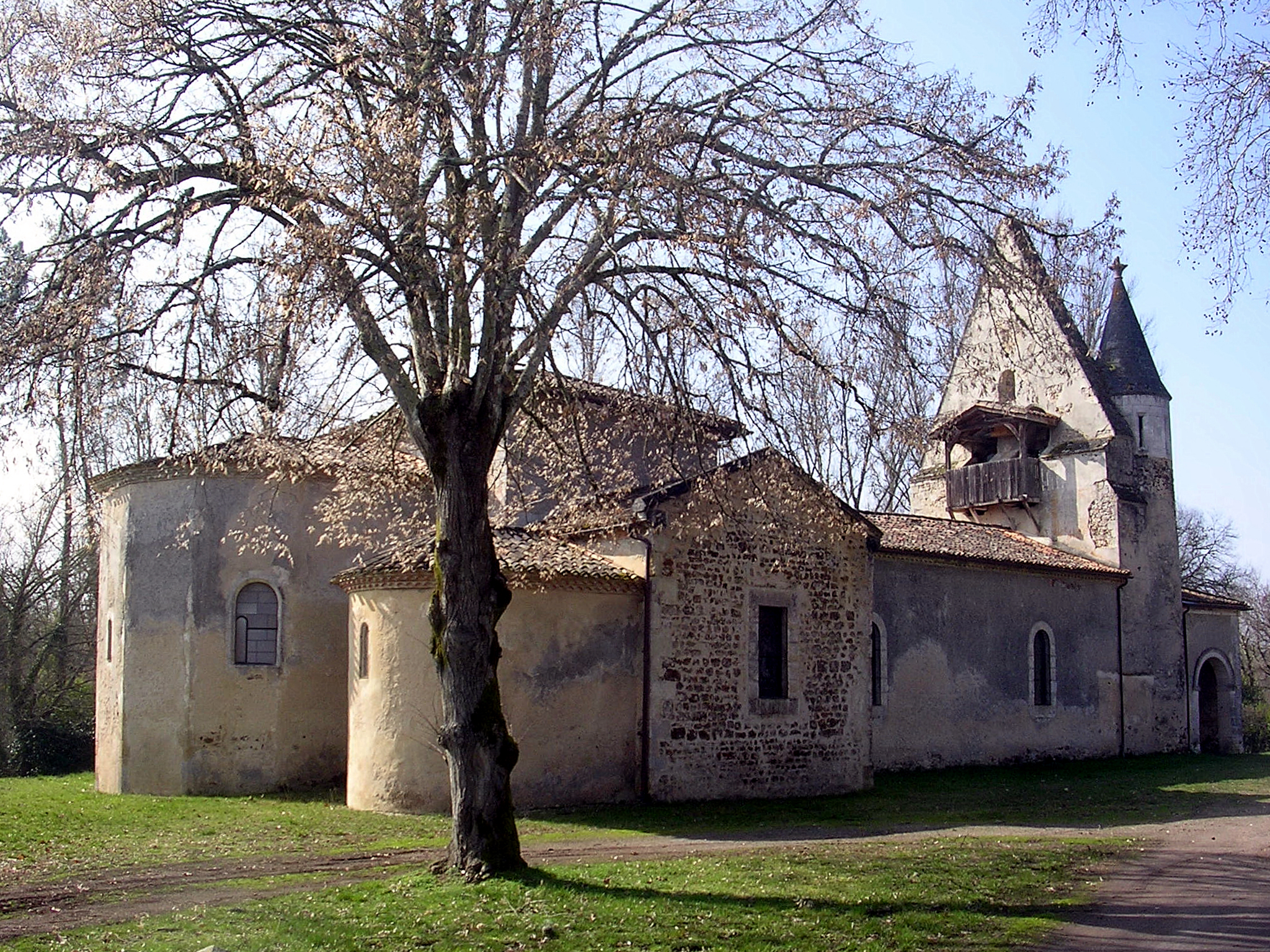
Église Saint-Pierre-ès-Liens de Biganon
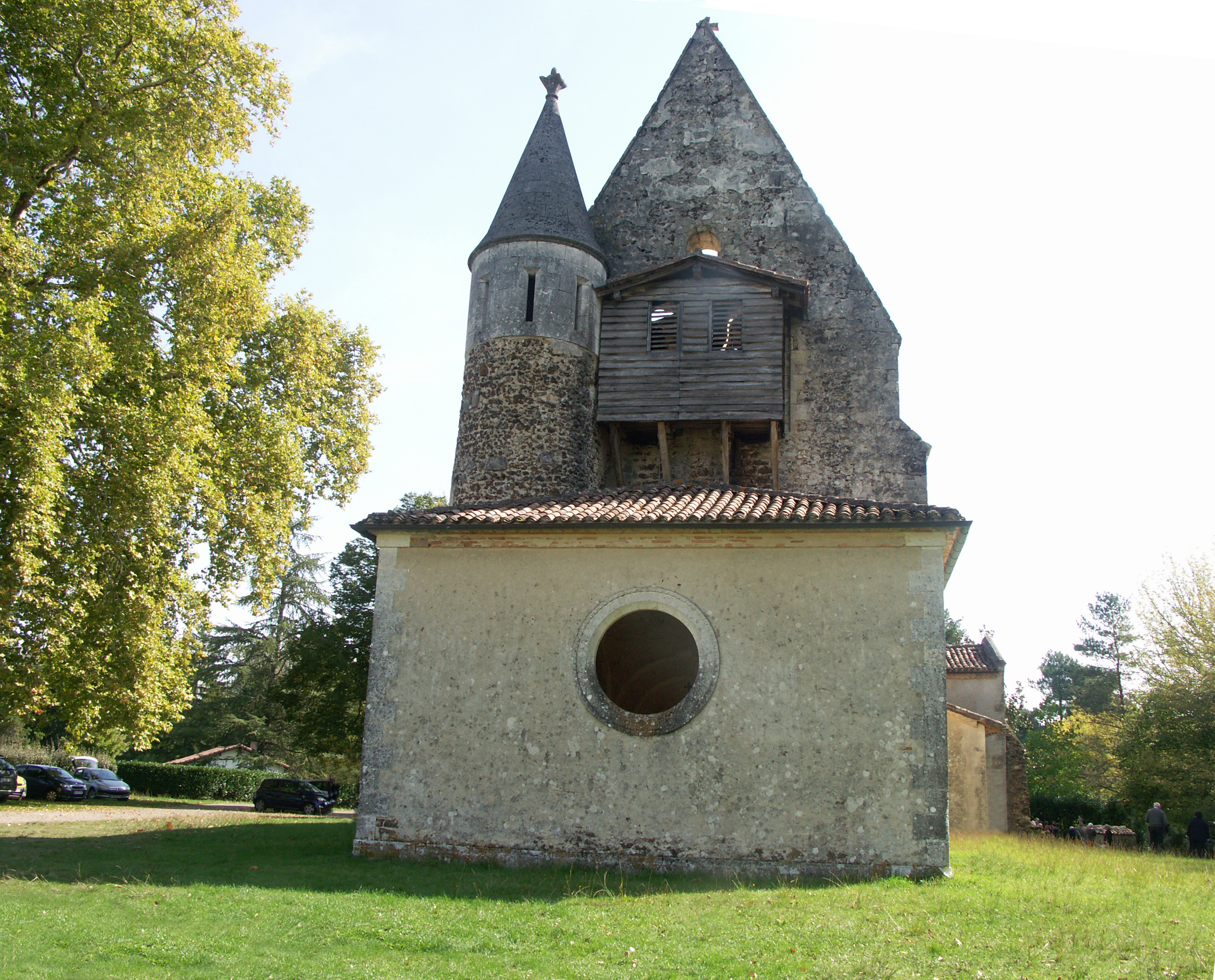
Saint-Pierre-ès-Liens côté ouest
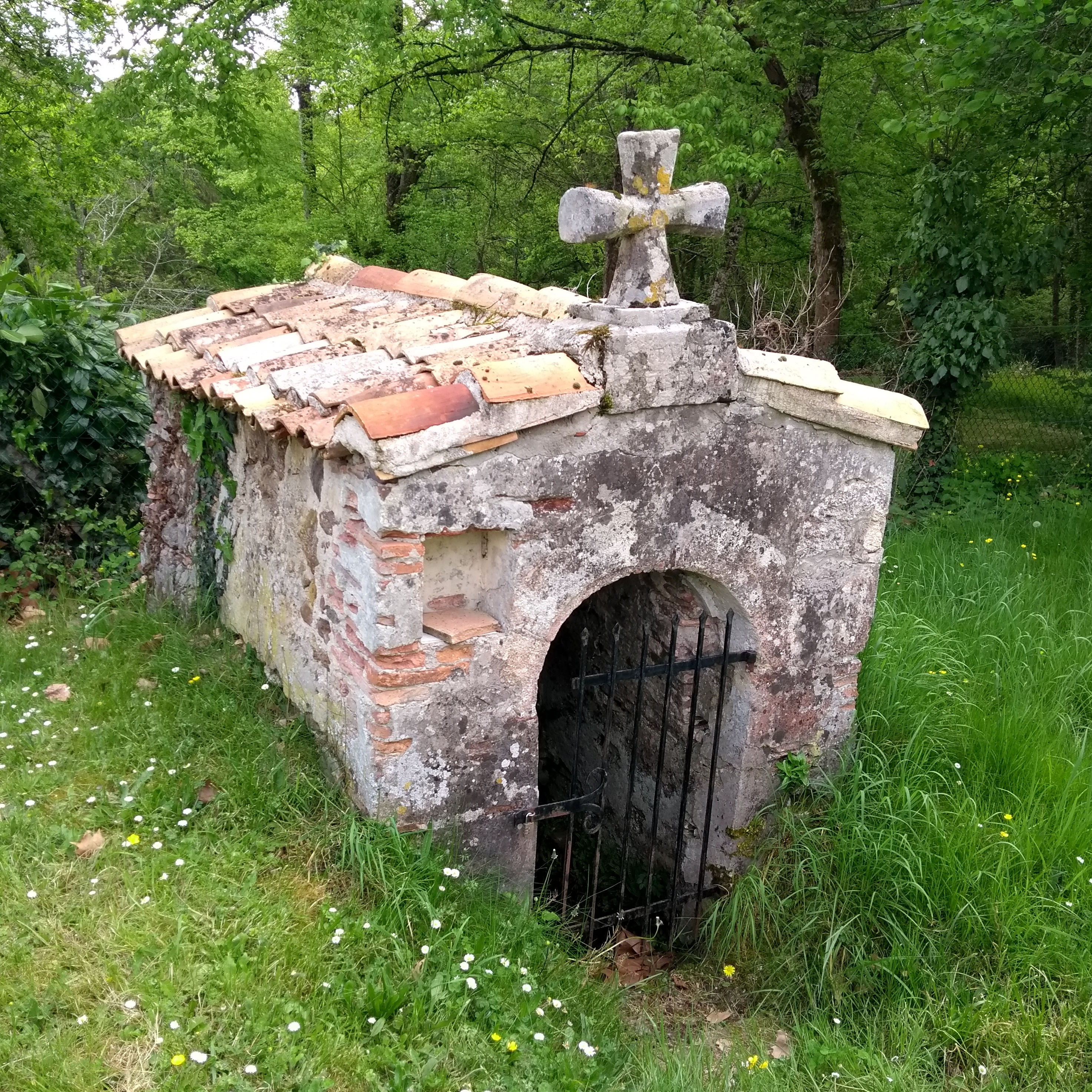
Fontaine Sainte-Ruffine, à Biganon